# Les Trois-Moutiers
Les Trois-Moutiers är en kommun i departementet Vienne i regionen Nouvelle-Aquitaine i västra Frankrike. Kommunen ligger i kantonen Les Trois-Moutiers som tillhör arrondissementet Châtellerault. År 2022 hade Les Trois-Moutiers 1 082 invånare.

## Befolkningsutveckling
Antalet invånare i kommunen Les Trois-Moutiers
| Referens: INSEE |